# Piero Baldini (attore)
Piero Baldini (Montecatini Terme, 28 gennaio 1939 – 4 dicembre 2021) è stato un attore, regista e doppiatore italiano di teatro e cinema.

## Biografia
Dopo aver conseguito la laurea in architettura all'Università di Firenze, partecipò a un corso triennale all'Accademia di Belle Arti della stessa città. Seguì un biennio di regia con Tatiana Pavlova e si diplomò in recitazione e regia all'Accademia Nazionale d'Arte Drammatica "Silvio D'Amico": il saggio di regia – nel giugno del 1967 – fu la rappresentazione di Non si scherza con l'amore, di Alfred De Musset, traduzione di Diego Valeri, al Teatro la Cometa di Roma. Inoltre, studiò danza con vari maestri, tra cui Dean Collins, Renato Fiumicelli, Giuliana Barabaschi, Ugo Dell'Ara, Trechicka (sic!), apprese le tecniche del mimo da Jacques Lecoq a Parigi.
Baldini partecipò a numerosi corsi di recitazione e tecnica teatrale, in particolare con Jean-Louis Barrault ed Ekkehard Schall; studiò canto con Luis Alva e Cesare Rufini. Collaborò come assistente alla regia con registi di fama come Franco Zeffirelli, Roberto Rossellini, Luchino Visconti, Luca Ronconi, Lina Wertmuller, Franco Enriquez e Mauro Bolognini. Si occupò della regia di produzioni liriche e teatrali per importanti teatri italiani, tra cui il Teatro Massimo di Palermo e il Teatro alla Scala di Milano.
Come attore prese parte a diverse produzioni significative, tra cui Riccardo III di William Shakespeare e Orlando furioso di Ariosto diretti da Ronconi, La lotta dell'uomo per la sua sopravvivenza (1970) diretto da  Rossellini, Venti zecchini d'oro (1968) diretto da Pasquale Festa Campanile con scene di Zeffirelli, Esercizi di stile di Queneau del '82 regia di Paolo Poli, Il mago di Oz (2001) diretto da Filippo Crivelli. Al cinema fu assistente alla regia del film Bubù (1971), firmato da Mauro Bolognini.
Fu anche attivo nel campo della radio, partecipando per Rai Radio come attore, narratore e presentatore, sia a programmi in diretta che registrati. Dal 2009 per il programma Ad Alta Voce, si adoperò alla lettura di diversi romanzi, tra cui Il Circolo Pickwick, Moby Dick, La montagna incantata, Il rosso e il nero, Tre uomini in barca, Il Piacere, Gian Burrasca e Ventimila leghe sotto i mari.
Insegnò interpretazione e educazione della voce, in grado di rendere le voci dei diversi personaggi, attraverso la modulazione della tonalità e delle inflessioni. Registrò audiolibri, tra cui Sherlock Holmes contro Dracula di L. D. Estleman e l'opera completa di Moby Dick di Hermann Melville, entrambe pubblicati nel 2010.

## Teatro

### Regista
- Il Piacere di Gabriele D'Annunzio, con Gigi Angelillo, Francavilla al Mare, Teatro Asterope/Società Teatrale L'Albero (1981)[9]
- Jeffrey di Paul Rudnik, Roma, Teatro Spazio Uno (1995)
- Il nuoro, Milano, Teatro Litta (2000)
- Canto di Natale di Charles Dickens, con l'accompagnamento della banda della Polizia Municipale, Roma, Piazza di Spagna (2011) per "Roma Città Natale"[10]

### Attore
- Orlando furioso di Ludovico Ariosto, adattamento di Edoardo Sanguineti, regia di Luca Ronconi, Compagnia del Teatro Libero di Roma, Edinburgh International Festival, Edimburgo, Haymarket Ice Rink (1970)[11]
- La signora dalle camelie di Alexandre Dumas figlio, regia di Aldo Trionfo e Tonino Conte, Teatro Stabile di Torino, Venezia (1970)
- L'opera del mendicante (1728) di John Gay (detta Opera da tre soldi), in linea con l'edizione di Benjamin Britten, regia di Filippo Crivelli, Roma, Teatro dell'Opera[12]
- Le Baruffe del Rosmarino e della Maggiorana (1737) di António José da Silva, traduzione e regia di Mario Feliciano, Biennale Teatro/Carnevale della Ragione (1981)[13]
- Risorgimento di Roberto Lerici, regia di Armando Pugliese, XXIV Festival dei Due Mondi, Spoleto (1981)
- Esercizi di stile di Raymond Queneau, traduzione di Umberto Eco, regia di Paolo Poli, Cesena, Teatro Bonci (1982)[14]
- D G Petit Show di Claudio Novelli, regia di Giorgio Bandini, Roma, Delle Voci (1987) [15]
- il Mago di Oz, regia di Filippo Crivelli, Firenze, Teatro Puccini (2001)[16][17]
- Cosa mi racconta la musica di Gustav Mahler, con I Cameristi della Scala, Palermo, Teatro di Verdura (2009)[18] – voce recitante
- Jack London, Roma, Fiera della Piccola e Media editoria #PiùLibriPiùLiberi, 2009[19][20]
- Amedeo Guillet – Omaggio alla Cavalleria Italiana di Marco Lepre, regia di Rodolfo Lorenzini, Roma, Piazza del Popolo, 2011, per il Carnevale romano[21]

## Filmografia

### Attore
- La lotta dell'uomo per la sua sopravvivenza, regia di Roberto Rossellini – serie TV, 4 episodi, come Pierre Baldini (1970)
- Contestazione generale, regia di Luigi Zampa - come Pierre Baldini (1972)[22]
- Fratello sole, sorella luna, regia di Franco Zeffirelli - come Pierre Baldini (1972)[23]
- Anthracite, regia di Édouard Niermans - come Pierre Baldini (1980)
- L'ultima mazurka, regia di Gianfranco Bettetini - come Pierre Baldini (1986)

## Radio
- Cassio governa Cipro di Giorgio Manganelli (da Otello di William Shakespeare), regia di Carmelo Bene (Rai Radio, trasmesso l'8 settembre 1975)
- Romeo e Giulietta. Storia di Shakespeare. Secondo Carmelo Bene da W. Shakespeare,  regia di Carmelo Bene (Rai Radio 2, trasmesso il 16 dicembre 1976)
- Diagramma circolare di Alberto Bruni Tedeschi e Gian Piero Bona, regia di Filippo Crivelli, Rai Radio 3, trasmesso il 10 marzo 1977[24]
- Satie Parade di Ornella Volta, regia di Filippo Crivelli, Rai Radio 3, trasmessa il 9 maggio 1979[25]
- I vinti di Émile Zola, scritto da Bruno Longhini, regia di Adriana Parrella (Rai Radio 1, 1982)
- Henry Esmond di William Makepeace Thackeray, traduzione e adattamento radiofonico di Giovanni Guaita, regia di Umberto Benedetto (Rai Radio 2, 1982)[26]
- Il fantasma dal loggione, testo e regia di Lucio Lironi (Rai Radio 1, 1985)[27]
- Matilde di Carlotta Wittig, regia di Guido Maria Compagnoni (Rai Radio 2, 1985)[27]
- Pupazzi di Filomena Rorro, ciclo Un racconto al giorno, regia di Dario Piana (Rai Radio 2, trasmesso il 5 luglio 1989)[28]
- Musica sera. Quartetto con parole di Bruno Cagli, regia di Giorgio Bandini (Rai Radio 1, 6 luglio 1989)[29]
- Come la musica esprime le idee di Paola Zampini, Giovanni Piccioni, Maria Burani, Marco Viti, regia di Luigi Fulci (Rai Radio 1, 1993)[30]
- Pinocchio, Pinocchieri e Pinocchioggi, Rai Radio 3, giugno 2018[31] (Fiabe e storie radiofoniche ispirate a Pinocchio: Audio originale in Rai Play Sound)

### Prosa radiofonica Rai
- Readings a puntate per il programma Il Terzo Anello. Ad alta voce su Rai Radio 3 (in ordine sparso):
  - Grandi speranze di Charles Dickens
  - I promessi sposi di Alessandro Manzoni
  - I racconti di Jack London di Jack London
  - Il giornalino di Giamburrasca di Vamba
  - Il Piacere di Gabriele D'Annunzio (Audio - frammento in Teche Rai)
  - Il rosso e il nero di Stendhal
  - La ricorrenza di Howard Phillips Lovecraft
  - Tre uomini in barca di Jerome K. Jerome
  - Ventimila leghe sotto i mari di Jules Verne[32]
  - Hermann Melville di Moby Dick

## Doppiaggio

### Televisione
- Il Conte[da verificare] in Sesamo apriti[33]

### Audiobook
- Hermann Melville, Moby Dick, nuova traduzione di Alberto Rossatti, Il Narratore, 2010. ISBN 9788868162092
- L. D. Estleman, Sherlock Holmes contro Dracula, Il Narratore, 2010. ISBN 9788868162368